# 3-fenilpropanoato diossigenasi
La 3-fenilpropanoato diossigenasi è un enzima appartenente alla classe delle ossidoreduttasi, che catalizza la seguente reazione:
3-fenilpropanoato + NADH + H+ + O2 ⇄ 3-(cis-5,6-diidrossicicloesa-1,3-dien-1-il)propanoato + NAD+
Questo enzima catalizza l'inserimento di entrambi gli atomi dell'ossigeno molecolare nelle posizioni 2 e 3 dell'anello fenilico del 3-fenilpropanoato. Il prodotto, 3-(cis-5,6-diidrossicicloesa-1,3-dien-1-ile)propanoato, è poi convertito in 3-(2,3-diidrossifenil)propanoato da una deidrogenasi, con la concomitante rigenerazione del NAD. L'enzima agisce anche sul (2E)-3-fenilprop-2-enoato (cinnamato).